# Trifolium spananthum
Trifolium spananthum är en ärtväxtart som beskrevs av Mats Thulin. Trifolium spananthum ingår i släktet klövrar, och familjen ärtväxter. Inga underarter finns listade i Catalogue of Life.